# Wohlfahrtia pachytyli
Wohlfahrtia pachytyli är en tvåvingeart som först beskrevs av Townsend 1919.  Wohlfahrtia pachytyli ingår i släktet Wohlfahrtia och familjen köttflugor. Inga underarter finns listade i Catalogue of Life.